# WD J2356-209
WD J2356−209 (également connue sous le nom de WD 2354−211) est une naine blanche située à environ 65 pc (∼212 al) de la Terre. C'est une naine blanche très faible, avec une magnitude apparente de 21,03. Son spectre visible est dominé par une large raie d'absorption qui a été attribuée à des raies D du sodium élargies par la pression. La présence de cette caractéristique d'absorption du sodium et la détection de raies spectrales d'autres éléments lourds (calcium, fer et magnésium) indiquent que la photosphère de WD J2356−209 a été polluée par un récent épisode d'accrétion de débris rocheux. Une analyse détaillée du spectre de WD J2356−209 montre que le planétésimal accrété était anormalement riche en sodium, contenant jusqu'à dix fois plus de sodium que de calcium. Avec une température effective de 4 040 K, WD J2356−209 est la naine blanche polluée par des métaux la plus froide observée à ce jour (et aussi la plus ancienne, avec un âge de refroidissement de naine blanche d'environ 8 milliards d'années).